# Kambodschanischer Bürgerkrieg
Der Kambodschanische Bürgerkrieg war ein Krieg zwischen der Nationalen Einheitsfront von Kampuchea (FUNK), einschließlich der Kommunistischen Partei Kampucheas (auch Rote Khmer genannt), auf der einen Seite und den Regierungstruppen der Republik Khmer auf der anderen Seite. Aufgrund der strategischen Bedeutung Kambodschas für beide Parteien im parallel stattfindenden Vietnamkrieg mischten sich auf der einen Seite die Truppen der Demokratischen Republik Vietnam (Nordvietnam) und der Nationalen Front für die Befreiung Vietnams (Vietcong), auf der anderen die der Vereinigten Staaten von Amerika sowie der Republik Vietnam (Südvietnam) in die Kämpfe mit ein.
Die Kämpfe wurden durch die internationale Einmischung sowohl verlängert als auch verschlimmert. Die Truppen Nordvietnams und des Vietcong versuchten, ihre im Osten Kambodschas gelegenen Nachschubwege und Basen zu erhalten. Diese waren für die Kämpfe im Süden Vietnams von strategisch großer Wichtigkeit. Die Amerikaner versuchten die Entstehung eines neuen kommunistischen Regimes im Westen ihres Verbündeten Südvietnam zu verhindern, um diesem mittelfristig auch ein alleiniges Überleben garantieren zu können. Daher griffen die Amerikaner mit Kommandounternehmen und Flächenbombardements in die Kämpfe ein und lieferten der Regierung von Lon Nol sowohl Waffen als auch finanzielle Mittel.
Nach fünf Jahren Krieg, in denen ein großer Teil der Wirtschaft des Landes zerstört worden war und Hungersnöte die Bevölkerung geschwächt hatten, konnten die Roten Khmer die Regierungstruppen besiegen. Der durch viele Kriegsgräuel gezeichnete Krieg endete offiziell mit der Proklamation des Demokratischen Kampuchea durch die Roten Khmer am 17. April 1975. Einige Historiker sind heute der Meinung, dass die Einmischung der USA in den Bürgerkrieg letztlich den Sieg der Kommunisten und das Anwachsen ihrer Truppenstärke von 14.000 im Jahr 1970 auf über 70.000 im Jahr 1975 begünstigt habe.
Dieser Standpunkt wird jedoch von vielen Historikern angezweifelt. So argumentiert John Del Vecchio, dass bereits vor der amerikanischen Intervention etwa 100.000 kambodschanische und vietnamesische Truppen zwei Drittel des Landes besetzt hatten. Dmitry Mosyakov berichtet, dass sowjetische Archivquellen offenbarten, dass der nordvietnamesische Einmarsch von 1970 auf ausdrücklichen Wunsch der Roten Khmer unter ihrem Chefunterhändler Nuon Chea stattgefunden habe und nicht vordergründig zum Schutz der eigenen Basen.
Unmittelbar auf das Ende des Krieges folgte der Völkermord durch die Roten Khmer, dem ungefähr ein bis zwei Millionen Menschen in Kambodscha zum Opfer fielen.

## Vorgeschichte (1965–1970)

### Hintergrund

Situation in Indochina zu Beginn der 1960er Jahre

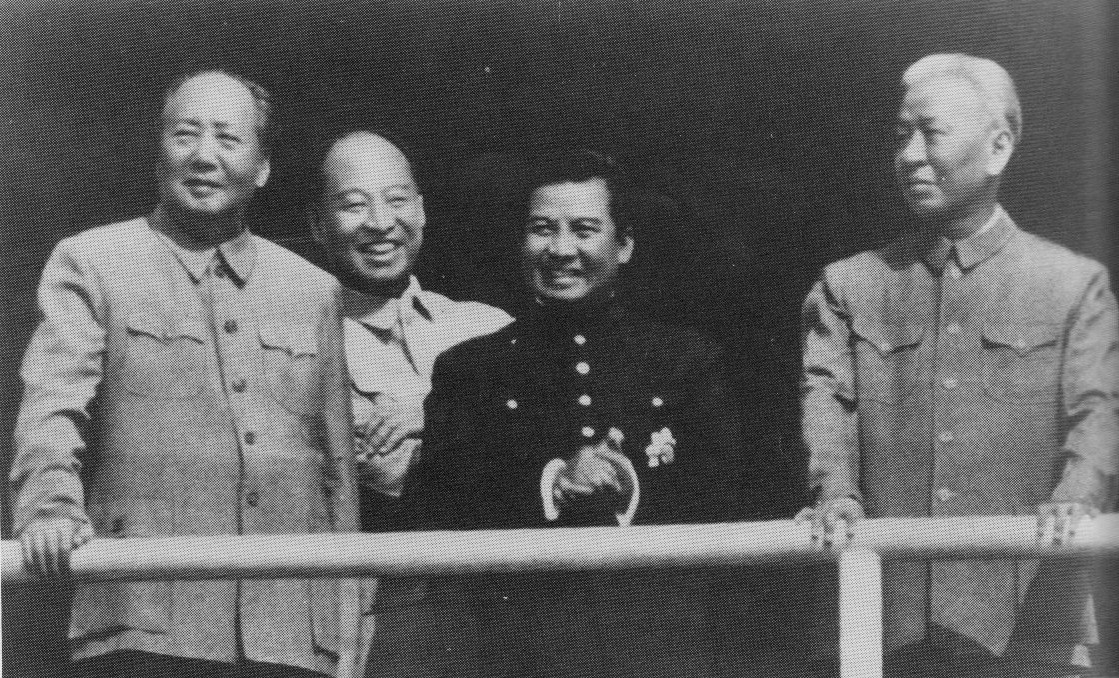
Mao Zedong (links), Prinz Sihanouk (Mitte) und Liu Shaoqi (rechts) bei einem Treffen in Peking (1965)

Während der Mitte der sechziger Jahre konnte es der kambodschanische Staatschef, Prinz Norodom Sihanouk, mit einer neutralistischen Politik vorerst vermeiden, dass sein Land in das Chaos mit hineingezogen wurde, welches schon die Nachbarländer Laos und Vietnam ergriffen hatte. Sowohl die Volksrepublik China als auch die Demokratische Republik Vietnam bescheinigten dem Prinzen, eine „progressive“ Politik zu vertreten. Darüber hinaus erkannten beide Staaten an, dass Sihanouk die linke Oppositionspartei Pracheachon in die Regierung mit eingebunden hatte. Am 3. Mai 1965 brach er schließlich die diplomatischen Beziehungen zu den USA ab, weil deren in Vietnam kämpfenden Truppen die kambodschanische Grenze verletzt hätten. Dies bedeutete ein Ende der umfangreichen amerikanischen Hilfslieferungen für Kambodscha. Stattdessen wandte das Land sich weiter der Sowjetunion und China zu, welche umfangreiche wirtschaftliche und militärische Hilfe in Aussicht stellten.
Ende der 1960er Jahre begann Sihanouks balancierende Innen- und Außenpolitik sich immer mehr gegen ihn zu wenden. So musste er 1966 in einem Abkommen mit den Chinesen der Stationierung großer Kontingente der Vietnamesischen Volksarmee und des Viet Cong auf kambodschanischem Staatsgebiet zustimmen, die dort Nachschubbasen errichteten. Außerdem musste er den Hafen von Sihanoukville für Schiffe aus allen kommunistischen Ländern öffnen, sodass über diesen bald große Mengen an Waffen, die für Vietnam bestimmt waren, angeliefert wurden. Durch diese Konzessionen wurde die Neutralität, zu der Kambodscha sich auf der Indochinakonferenz verpflichtet hatte, immer weiter aufgeweicht.
Zu diesem Kurswechsel kam es dadurch, dass Sihanouk der Meinung war, dass China und nicht die Vereinigten Staaten in Zukunft die Hegemonialmacht über Indochina sein würden und das unsere Interessen am besten dadurch gewahrt werden, dass wir mit dem Lager zusammenarbeiten welches in Zukunft Asien dominieren wird – und dass die Zusammenarbeit vor seiner Macht begonnen werden muss – um uns die bestmögliche Ausgangslage zu schaffen.
Noch während desselben Jahres erlaubte er es jedoch dem offen proamerikanischen Verteidigungsminister, General Lon Nol, einen harten Schlag gegen Aktivitäten der kambodschanischen Linken durchzuführen. Dieser zerschlug anschließend die Pracheachon und nahm viele ihrer Mitglieder unter den Vorwürfen, mit Nordvietnam zu paktieren und einen Umsturz zu planen, fest. Gleichzeitig verlor Sihanouk immer mehr die Unterstützung der konservativen Gruppierungen, da er die sich immer weiter verschlechternde Wirtschaftslage, ausgelöst durch einen Einbruch der Reisexporte, die zu einem immer größeren Teil an die Vietnamesische Volksarmee und die Vietcong geschickt wurden, nicht in den Griff bekam. Seit 1966 verkaufte Kambodscha etwa 100.000 Tonnen Reis an die Vietnamesische Volksarmee, welche hierfür den Weltpreis anbot und in US-Dollar zahlte. Die nordvietnamesische Regierung zahlte in Wirklichkeit jedoch nur einen geringen, festgesetzten Preis, wodurch Kambodscha enorme Einnahmen wegbrachen. Darüber hinaus brach der restliche Reisexport von 583.700 Tonnen im Jahr 1965 auf 199.049 Tonnen im folgenden Jahr ein, da die Bauern auf dem Schwarzmarkt deutlich höhere als die von der Regierung festgesetzten Preise bekamen.
Am 11. September wurden in Kambodscha die ersten freien Wahlen veranstaltet. Durch massive Wahlfälschung und Wählerbeeinflussung gelang es den Konservativen insgesamt 75 Prozent der Sitze in der Nationalversammlung zu gewinnen. Infolgedessen wurde Lon Nol zum Premierminister und Sirik Matak, ein ultrakonservatives Mitglied der königlichen Familie und erklärter Gegner Sihanouks, zu dessen Stellvertreter gewählt. Diese Dominanz der Konservativen in der Regierung sorgte dafür, dass verschiedene kommunistische Gruppierungen auf dem Land begannen, Regierungsorganisationen zu unterwandern und das Volk aufzustacheln.

### Der Samlaut-Aufstand
Diese Polarisierung der kambodschanischen Politik stellte für Sihanouk selbst ein großes Problem dar. Um das politische Gleichgewicht gegen die wachsende Macht der Konservativen zu erhalten, ernannte er einige Führer der Organisationen, deren Bekämpfung er noch kurz zuvor verfügt hatte, zu einer „Gegenregierung“, welche die Aktionen der Regierung Lon Nols überwachen und kritisch bewerten sollte. Lon Nols erste Zielsetzung war die Konsolidierung der am Boden liegenden Wirtschaft, indem er anordnete, den Schwarzmarkt zum Verkauf von Reis an die kommunistischen Kräfte im Land zu unterbinden. Zu diesem Zweck wurden Soldaten in die Hauptanbaugebiete entsandt, welche die Ernte überwachten. Die Bauern durften ihren Reis nur an diese Überwacher verkaufen und bekamen nur den niedrigen, von der Regierung festgelegten, Zentralpreis. Dies führte zu ausgedehnten Unruhen, deren Zentrum in der reisreichen Provinz Battambang war, wo die Kommunisten teilweise sehr einflussreich waren. Dies lag daran, dass es in der Provinz viele Großgrundbesitzer gab und das Einkommensgefälle sehr groß war.
Am 11. März 1967 brach, während Sihanouk auf Staatsbesuch in Frankreich war, ein offener Aufstand im Distrikt Samlaut in Battambang aus, als aufgebrachte Dorfbewohner eine Gruppe von Steuereintreibern angriffen. Vermutlich durch die Unterstützung und Aufstachelung lokaler kommunistischer Kader breitete der Aufstand sich rasch über die ganze Region aus. Lon Nol reagierte auf diesen Aufstand dadurch, dass er das Kriegsrecht verhängte. Während der Unterdrückung des Aufstands wurden hunderte Zivilisten getötet und mehrere Dörfer komplett zerstört. Aufgrund dieses Aufstands beschloss Sihanouk nach seiner Rückkehr Ende März, seine bisherige Balancepolitik zu ändern, und ordnete die Verhaftung von Khieu Samphan, Hou Yuon und Hu Nim, den Führern der „Gegenregierung“, an. Allen dreien gelang jedoch die Flucht in den Nordosten des Landes, in dem die Zentralregierung faktisch keine Regierungsgewalt ausübte.
Gleichzeitig ordnete er die Verhaftung von chinesischen Schmugglern an, welche den illegalen Reishandel organisierten und dem Staat dadurch enorme Verluste bescherten. Damit erfüllte er eine langjährige Forderung der Konservativen. Als nächsten Schritt entließ Sihanouk Lon Nol aus seinem Amt und ernannte eine neue Regierung aus eher linksgerichteten Politikern, welche ein Gegengewicht zur Übermacht der Konservativen in der Nationalversammlung bilden sollten. Die akute Regierungskrise war somit zwar überwunden, jedoch hatten der Samlaut-Aufstand und seine brutale Unterdrückung zur Folge, dass tausende neuer Rekruten sich der Kommunistischen Partei Kambodschas, von Sihanouk einfach Khmer Rouge (Rote Khmer) genannt, anschlossen und der Name Lon Nols in weiten Teilen der Bevölkerung ein Synonym für brutale Unterdrückung wurde.

### Reorganisation der Kommunisten
Während der Aufstand von 1967 ungeplant und auch für die Roten Khmer überraschend war, sollte im folgenden Jahr eine zentral organisierte, größere Erhebung des Volkes stattfinden. Die Zerschlagung der Pracheachon und der städtischen kommunistischen Zellen durch den Regierungsapparat hatten ein Vakuum in der Führung der Kommunisten hinterlassen, welches von Pol Pot, Ieng Sary und Son Sen, den Führern der maoistischen Untergrundbewegung auf dem Land, gefüllt wurde. Diese sammelten neue Kämpfer um sich und zogen sich in die bergige Region im Nordosten des Landes zurück, dem Land der Khmer Loeu. Diese waren ein Volksstamm, der als rückständig galt und sowohl der Zentralregierung als auch den meisten Bewohnern des Tieflandes überwiegend im Allgemeinen feindselig gegenüberstand. Die Roten Khmer, denen es immer noch nicht gelungen war, aktive Hilfe aus Nordvietnam zu erhalten, nutzten diese Zeit, in der sie vor Verfolgung durch die Regierung relativ geschützt waren, um ihre Strukturen neu aufzubauen und ihre Soldaten auszubilden. Auch nach erneuten Anfragen ignorierten die Nordvietnamesen ihre hauptsächlich von den Chinesen unterstützten Verbündeten und standen ihnen relativ gleichgültig gegenüber, ein Verhalten, welches auch später dauerhaft die Beziehung zwischen den „brüderlichen Kameraden“ belastete.
Am 17. Januar 1968 begannen die Roten Khmer ihre erste geplante Offensive gegen die Regierung. Die Operation, an der nicht mehr als 4000–5000 Kämpfer beteiligt waren, galt eher der Erbeutung weiterer Waffen und der Propaganda als der Besetzung von Gebieten, und die Roten Khmer zogen sich bald wieder auf ihre Ausgangslage zurück. Zur gleichen Zeit richteten sie die Revolutionäre Armee von Kampuchea als den bewaffneten Arm der Partei ein. Parallel versuchte Sihanouk bereits seit einigen Monaten, neue Kontakte zu den Kommunisten zu knüpfen, um sie eventuell in Zukunft wieder an der Regierung beteiligen zu können. Er tat dies, da seine früheren Abkommen mit den Chinesen sich als wertlos herausstellten. Durch sie wurde der nordvietnamesische Einfluss im Grenzgebiet nicht eingeschränkt; Sihanouk machte sie sogar für den kommunistischen Aufstand im Land verantwortlich.
Auf das Bestreben von Lon Nol, welcher im November 1968 als Verteidigungsminister in das Kabinett zurückgekehrt war, und anderer konservativer Politiker nahm Sihanouk am 11. Mai 1969 wieder normale Beziehungen zu den USA auf und verkündete die Berufung einer neuen Regierung der Nationalen Befreiung mit Lon Nol als Premierminister. Er tat dies, „um eine neue Karte zu spielen, da die asiatischen Kommunisten uns schon vor Ende des Vietnamkriegs attackieren.“ Sihanouk machte damit die Vietnamesische Volksarmee und die Vietcong, welche den Osten des Landes teilweise besetzt hielte, und nicht die Roten Khmer für die Probleme Kambodschas verantwortlich und suggerierte, dass ein Abzug dieser Truppen einen Großteil der Probleme lösen würde. Die Amerikaner griffen diese These auf und verlautbarten, dass ein solcher Rückzug nicht nur die Probleme Kambodschas, sondern eine ganze Reihe weiterer in Südostasien lösen würde.

### Operation MENU
Obwohl die USA sich seit 1966 bewusst waren, dass die Vietnamesische Volksarmee und die Vietcong in Kambodscha Rückzugslager und Nachschubrouten unterhielten, entschied sich Präsident Lyndon B. Johnson gegen eine Bombardierung dieser Gebiete, um internationale Proteste zu vermeiden. Auch fürchtete er, Prinz Sihanouk könnte sich nach einer solchen Aktion vollends den Kommunisten zuwenden. Johnson erlaubte es jedoch, Aufklärungsteams der MACV-SOG, der Military Assistance Command, Vietnam Studies and Observations Group, nach Kambodscha zu schicken, um insgeheim Informationen über die militärische Infrastruktur der Vietnamesen zu sammeln. Die Wahl von Richard Nixon zum US-Präsidenten und sein Plan eines stufenweise Rückzuges aus Vietnam und der Vietnamisierung des Krieges änderte diese Grundeinstellung jedoch. Man plante jetzt, die Nachschubbasen des Feindes auch im Ausland massiv zu bombardieren und zu zerstören, um so den Einsatz der Bodentruppen zu vereinfachen.
Am 18. März 1969 bombardierten auf den geheimen Befehl Nixons hin 59 Boeing-B-52-Bomber die Base Area 353 in Kambodscha, direkt an der vietnamesischen Grenze gegenüber der Provinz Tay Ninh. Dies war nur der erste einer ganzen Reihe von Luftangriffen auf kambodschanisches Gebiet, die bis zum Mai 1970 andauerten. Während der Operation MENU flog die Air Force insgesamt 3.875 Luftangriffe und warf dabei über 108.000 Tonnen Bomben auf die östlichen Grenzgebiete ab. Während der gesamten Operation äußerte Sihanouk sich nicht zu den Bombardierungen in der Hoffnung, diese könnten die Vietnamesische Volksarmee und die Vietcong tatsächlich aus Kambodscha vertreiben. Nordvietnam gab ebenfalls keine Stellungnahme zu den Bombardierungen heraus, da man die Weltöffentlichkeit nicht auf die Präsenz nordvietnamesischer Truppen im neutralen Kambodscha hinweisen wollte. Daher blieben die Bombardierungen der Operation MENU bis zum Jahr 1973 nicht nur vor der Öffentlichkeit, sondern auch vor dem US-Kongress geheim.

## Der Sturz Sihanouks

### Lon Nols Machtübernahme

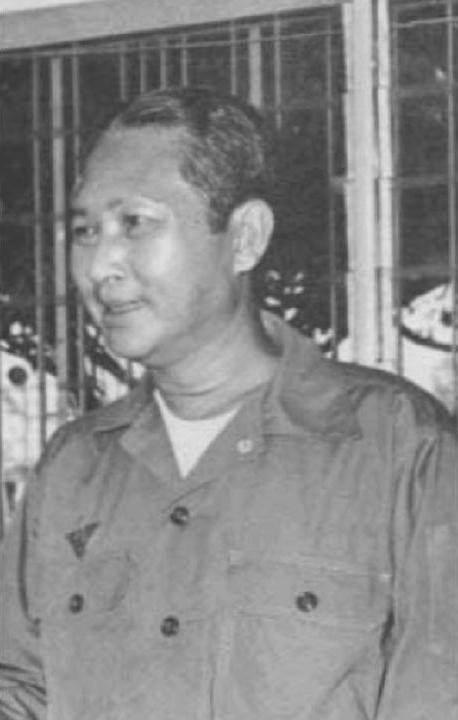
Lon Nol

Während Prinz Sihanouk erneut auf einer Auslandsreise in Frankreich war, kam es im März 1970 zu antivietnamesischen Unruhen in Phnom Penh, die dazu führten, dass die Vertretungen Nordvietnams und der Vietcong in der Stadt geplündert und zerstört wurden. Lon Nol, der in Abwesenheit Sihanouks die alleinige Regierungsgewalt ausübte, tat nichts, um die Unruhen einzudämmen. Am 12. März schloss er darüber hinaus den Hafen von Sihanoukville für alle nordvietnamesischen Transporte und stellte ein Ultimatum an alle vietnamesischen Truppen, das Land binnen 72 Stunden zu verlassen. Andernfalls sei mit militärischen Aktionen der kambodschanischen Armee zu rechnen.
Als Sihanouk von den Unruhen hörte, eilte er nach Moskau und Peking, um die Schutzmächte der Nordvietnamesen darum zu bitten, auf diese einzuwirken und deren Rückzug durchzusetzen, was jedoch ohne Erfolg blieb. Am 18. März, einen Tag nach dem ergebnislosen Ablauf des Ultimatums, verlangte Lon Nol von der Nationalversammlung, in einer Wahl über die Zukunft Sihanouks als Staatsoberhaupt abzustimmen. Mit einem Ergebnis von 92 zu 0 wurde Sihanouk des Amtes enthoben und Cheng Heng zum neuen Präsidenten der Nationalversammlung ernannt, während Lon Nol als Premierminister das Recht der Notstandsgesetzgebung übertragen wurde. Sirik Matak bekleidete wieder das Amt als stellvertretender Premierminister. Die neue Regierung stellte in einer Regierungserklärung dar, dass der Machtwechsel mit legalen Mitteln erfolgt und damit rechtmäßig sei, und erhielt daher innerhalb kurzer Zeit die Anerkennung der meisten ausländischen Regierungen. Es gibt seit dem Machtwechsel Behauptungen, dass die USA eine Rolle beim Sturz Sihanouks gespielt hätten, welche jedoch bis heute nicht bewiesen werden konnten.
Besonders im Mittelstand und unter den Intellektuellen, welche der als wankelmütig empfundenen Politik Sihanouks überdrüssig waren, wurde die Entmachtung des Prinzen mit Wohlwollen betrachtet. Dieser Position schloss sich das Militär an, welches die Wiederaufnahme der finanziellen und militärischen Hilfslieferungen durch die USA als existenzsichernd betrachtete. Innerhalb weniger Tage nach seinem Sturz begann Sihanouk, der in Peking Asyl gefunden hatte, Radioübertragungen nach Kambodscha zu senden, in denen er das Volk dazu aufrief, gegen die Usurpation zu rebellieren. Daraufhin kam es zwar vereinzelt zu Demonstrationen und Unruhen zugunsten Sihanouks, diese waren jedoch großteils auf das vietnamesisch kontrollierte Gebiet beschränkt und stellten keine Gefahr für die neue Regierung dar. Die einzig bedeutenderen Aktionen der Regierungsgegner waren die Ermordung von Lon Nols Bruder Lon Nil in Kampong Cham während einer Demonstration am 28. März, nach der seine Leiche von der Menge verstümmelt wurde, und der Marsch von geschätzt 40.000 Demonstranten auf die Hauptstadt, welcher die Regierung stürzen sollte. Dieser wurde jedoch von Militäreinheiten zerschlagen; es gab viele Tote.

### Massaker an den Vietnamesen
Viele Einwohner Kambodschas machten die Vietnamesen, sowohl die Soldaten Nordvietnams und der Vietcong als auch die vietnamesische Minderheit in der Bevölkerung, für die schlechte Lage im Land verantwortlich. Daher wurde der Aufruf Lon Nols, 10.000 Freiwillige zu rekrutieren, um die schlecht ausgerüstete, 30.000 Mann starke Armee zu verstärken und die vietnamesischen Truppen aus dem Land zu vertreiben, begeistert aufgenommen und über 70.000 Freiwillige meldeten sich. Noch während der Rekrutierung der Freiwilligen kamen Gerüchte auf, wonach die Vietnamesische Volksarmee plane, in einer Offensive Phnom Penh zu erobern und ein kommunistisches Regime einzusetzen. Dies führte dazu, dass es zu gewaltsamen Übergriffen auf die etwa 400.000 ethnischen Vietnamesen in Kambodscha kam.
Lon Nol hoffte, die ethnischen Vietnamesen als Geiseln gegen Nordvietnam einsetzen zu können, um einen Angriff zu verhindern, und befahl dem Militär daher, einen Großteil von ihnen in Lagern einzusperren. Als die Gefangennahmen begannen, kam es gleichzeitig zur Ermordung vieler Vietnamesen. Vielerorts steigerte sich die Panik vor der Fünften Kolonne der Vietnamesen immer weiter, so dass viele Kambodschaner ihre vietnamesischen Nachbarn ermordeten. Auch das Militär beteiligte sich an diesen Massakern. Am 15. April wurden diese Massaker erstmals der Weltöffentlichkeit bekannt, als die Leichen von über 800 ermordeten Vietnamesen im Mekong über die Grenze nach Südvietnam trieben.
Sowohl Nord- und Südvietnam als auch die Vietcong verurteilten diese Morde scharf. In seiner darauf folgenden Entschuldigung an die südvietnamesische Regierung sagte Lon Nol,

„dass es schwierig war, zwischen einfachen Vietnamesen und Mitgliedern der Vietcong zu unterscheiden. Daher sei es normal, dass die Reaktion der kambodschanischen Truppen, welche sich betrogen fühlten, schwer zu kontrollieren war.“

### FUNK und GRUNK
Von Peking aus verkündete Sihanouk die Auflösung der Regierung in Phnom Penh und die geplante Gründung der Nationalen Einheitsfront von Kampuchea (Front uni national du Kampuchéa, kurz FUNK). Sihanouk sagte später, dass er bis zu Lon Nols Putsch sich weder für die amerikanische noch für die kommunistische Seite entschieden habe, da er sowohl im amerikanischen Imperialismus als auch im asiatischen Kommunismus eine Gefahr gesehen habe. Lon Nols Aktionen hätten ihn jedoch zu einer Entscheidung gezwungen.
Im Anschluss verbündete der Prinz sich und seine Nationale Einheitsfront offen mit den Roten Khmer, den Nordvietnamesen, dem Vietcong und dem laotischen Pathet Lao und stellte sich hinter deren Ziele. Am 5. Mai proklamierte er die Königliche Regierung der Nationalen Einheit Kampucheas (Gouvernement Royal d’Union Nationale du Kampuchéa, GRUNK). Er ernannte sich selbst zum Staatsoberhaupt und Penn Nouth, einen seiner treuesten Gefolgsleute, zum Premierminister. Khieu Samphan erhielt das Amt des stellvertretenden Premierministers und des Verteidigungsministers sowie des Oberkommandeurs der Streitkräfte der GRUNK. Diese unterstanden jedoch eher Pol Pot als Samphan. Hu Nim wurde Informationsminister und Hou Yuon erhielt das Ministerium des Inneren, kommunaler Reformen und der Kooperation. Da sich Khieu Samphan und andere Führer des bewaffneten Widerstands noch innerhalb des Landes befanden, verstand sich die GRUNK nicht als Exilregierung. Sihanouk und viele seiner Anhänger hielten sich jedoch, abgesehen von einem Besuch des Prinzen in den „befreiten Gebieten“ und Angkor Wat im März 1973, während der gesamten Kriegsdauer in China auf.
Er sah das Bündnis mit den Kommunisten hauptsächlich als kurzfristige Zweckehe an, um sich an denen zu rächen, die ihn in seinen Augen betrogen hatten. Die Roten Khmer konnten jedoch deutlich stärker von diesem Bündnis profitieren, da es ihnen in weiten Teilen der Bevölkerung eine Art Legitimation verschaffte. Viele kronloyale Bürger unterstützten daher die Sache der FUNK. Die Aussage Sihanouks, dass die kommunistischen Truppen sich weitaus besser gegenüber der Zivilbevölkerung verhalten würden als die Amerikaner, welche das Land wahllos bombardiert hätten, trieb weitere Leute in die Arme der FUNK. Am stärksten wurde ihre Sache jedoch durch Lon Nol selbst unterstützt, als dieser die föderalistische Monarchie abschaffte und die zentralistische Khmer-Republik ausrief.

## Ausbreitung des Krieges (1970–1971)

Indochina um 1970: Eingriffe aus Südvietnam in Kambodscha und Ausbreitung der Roten Khmer

### Verfeindete Seiten
Direkt nach dem Putsch war es nicht die Absicht Lon Nols, einen Krieg gegen die feindlichen Gruppierungen innerhalb Kambodschas zu führen. Vielmehr versuchte er die Bevölkerung auf friedliche Weise für sich zu gewinnen. Darüber hinaus wandte er sich an die internationale Gemeinschaft und die Vereinten Nationen, um Unterstützung für seine Regierung zu gewinnen, und beklagte, dass die Neutralität Kambodschas durch

„fremde Streitkräfte, welchem Lager auch immer sie angehören mögen“

 verletzt würde. Da er jedoch weiterhin auf der Neutralität seines Landes bestand, war die internationale Unterstützung für ihn eher schwach.
Als es bereits kurz nach dem Umsturz zu ersten Kampfhandlungen gekommen war, wurde schnell klar, dass beide Seiten nicht für einen größeren Krieg gerüstet waren. Die Regierungstruppen, welche jetzt Forces armées nationales khmères (FANK) genannt wurden, wurden in den Monaten nach dem Sturz Sihanouks durch tausende, vor allem aus den urbanen Regionen des Landes stammende Freiwillige verstärkt. Da die FANK beinahe alle Freiwilligen sofort als Rekruten aufnahm, zeigte sich bald, dass sie nicht in der Lage war, solch enorme Mannzahlen effektiv auszurüsten und zu verwalten. Später, als die Kämpfe immer mehr Männer erforderten und zeitgleich die hohen Verluste ausgeglichen werden mussten, wurde die Ausbildung neuer Rekruten immer weiter verkürzt, so dass die mangelnden taktischen Fähigkeiten der Soldaten bis zum Kollaps der FANK eines ihrer größten Probleme darstellten.
In der Zeit um 1974–1975 wuchsen die Kräfte der FANK von etwa 100.000 auf offiziell 250.000 Soldaten. Aufgrund von gefälschten Soldlisten der Offiziere und laufenden Desertationen dürfte die wahre Stärke jedoch bei nur etwa 180.000 Mann gelegen haben. Über das Military Equipment Delivery Team, Cambodia (MEDTC) lieferten die USA Ausrüstung, Munition und andere Nachschubgüter an die FANK. Die aus insgesamt 113 Offizieren und Mannschaften bestehende Einheit traf im Verlauf des Jahres 1971 in Phnom Penh ein. Offiziell unterstand diese dem Kommandeur des USPACOM, Admiral John S. McCain. Die allgemeine Haltung der Regierung Nixon kann mit dem Rat des Nationalen Sicherheitsberaters Henry Kissinger an den ersten Befehlshaber der MEDTC vor Ort, Oberst Jonathan Ladd, zusammengefasst werden:

„Don’t think of victory; just keep it alive.“

„Denke nicht an den Sieg; halte es einfach am Leben.“

Trotz dieser eher apathischen Haltung der Regierung trat Admiral McCain wiederholt beim Pentagon für mehr Waffen, Ausrüstung und Personal für das ein, was er seinen Krieg nannte.
Ein weiteres Problem der Regierungstruppen war die im Offizierskorps der FANK weit verbreitete Korruption. So existierten viele Soldaten nur auf dem Papier und die Offiziere strichen deren Besoldung mit ein. Darüber hinaus hielten viele Offiziere die knappen Rationen zum Eigenbedarf zurück, während ihre Männer häufig hungerten. In einigen Fällen wurden sogar Waffen und Ausrüstung entweder auf dem Schwarzmarkt oder direkt an den Feind verkauft. Eine amerikanische Untersuchungskommission stellte darüber hinaus fest, dass das kambodschanische Offizierskorps strategisch unerfahren sei und weder wisse, wie man eine große Armee organisiere noch sich der tödlichen Bedrohungen bewusst sei, denen es gegenüber stehe. Als weiterer Hindernisgrund für eine funktionierende Befehlskette wurde Lon Nol selbst angegeben, welcher sich immer wieder in die Arbeit des Generalstabs einmischte, um Operationen bis auf Bataillonsebene selbst zu befehligen und eine Koordination zwischen Heer, Luftstreitkräften und Marine, welche ihm seiner Meinung nach hätte gefährlich werden können, zu verhindern.
Anfangs war die Moral innerhalb der Armee auch unter den normalen Soldaten sehr gut, litt jedoch bald unter der chronischen Unterversorgung und dem niedrigen Sold, von dem die Soldaten sich meist auch noch selbst Verpflegung und Medikamente kaufen mussten. Da es darüber hinaus nur für die Soldaten selbst Sold gab und die Familien vom Staat nicht unterstützt wurden, folgten viele den Männern und stellten dadurch in der Kampfzone eine weitere Belastung für die Versorgung und Organisation dar.
Dieser nur wenig schlagkräftigen Armee stand mit den Roten Khmer eine Guerillaarmee gegenüber, die von der zu dieser Zeit als beste Infanteriearmee der Welt geltenden Vietnamesischen Volksarmee unterstützt wurde. Die Vietnamesen unterstützten die auf einer Indochinesischen Versammlung im April 1970 in Conghua in China beschlossene Umstrukturierung der bewaffneten Kräfte der Roten Khmer und halfen bei der Ausrüstung der neuen Truppen, als die Roten Khmer die Zahl ihrer Soldaten von 15.000 im Jahr 1970 auf 35.000–40.000 im Jahr 1972 erhöhten. Im Anschluss hieran begann die so genannte Khmerisierung des Konflikts und der Kampf gegen Lon Nols Republik wurde vollends den kambodschanischen Kräften überantwortet.
Der Aufbau der kommunistischen Kräfte während des Konflikts kann in drei Phasen aufgeteilt werden. In der ersten Phase von 1970 bis 1972 dienten sie eher als Hilfstruppen der Vietnamesischen Volksarmee, welche einen Großteil der Organisation übernahm. Nachdem man die Kambodschaner als in der Lage sah, den Krieg selbstständig zu führen, bildeten die Roten Khmer verschiedene Einheiten auf Bataillons- oder Regimentsebene, welche möglichst selbstständig, aber auch im Verband operieren konnten. In dieser Zeit von 1972 bis etwa Mitte 1974 kam es auch zu einer zunehmenden Entfremdung zwischen den Roten Khmer und Prinz Sihanouk und dessen Verbündeten, da die Roten Khmer in den von ihnen eroberten Gebieten damit begannen, die Zwangskollektivierung der Landwirtschaft voranzutreiben. Von Mitte 1974 bis zum Kriegsende vergrößerten die Kommunisten ihre Truppenzahl so stark, dass sie ihre Einheiten auf Divisionsebene organisierten und die Grundlage für eine von ihnen angestrebte radikale Umwandlung des Landes legten.

### Die Kambodscha-Kampagne
Am 29. April 1970 begannen südvietnamesische und US-amerikanische Truppen die so genannte Kambodscha-Kampagne. Diese begrenzte Operation wurde gestartet, da man fürchtete, die kommunistischen Kräfte würden Kambodscha schnell überrennen und die Regierung Lon Nols stürzen. Darüber hinaus hoffte die Regierung in Washington mit ihr auch weitere Probleme lösen zu können. So wollte man durch die Zerstörung der vietnamesischen Nachschubbasen im vietnamesisch-kambodschanischen Grenzgebiet die eigene Flanke beim schon geplanten amerikanischen Rückzug aus Vietnam decken. Darüber hinaus sollte die Operation ein Testlauf für die geplante Vietnamisierung des Krieges sein und ein Zeichen an die nordvietnamesische Regierung senden, dass Nixon eine Ausweitung von deren Einfluss nicht weiter zulassen würde. Obwohl die Operation zwecks der Unterstützung der Regierung Lon Nols gestartet wurde, wusste dieser nicht hiervon und wurde vom Einmarsch der vietnamesisch-amerikanischen Truppen in sein Land genau so überrascht wie die Kommunisten. Er erfuhr erst davon, als der Befehlshaber der amerikanischen Militärmission in Phnom Penh ihn über die Truppenbewegungen in Kenntnis setzte. Dieser hatte jedoch auch nur aus dem Radio von der Invasion erfahren.
Bereits nach kurzer Zeit meldeten die Truppen, dass große Mengen feindlicher Nachschubgüter gefunden und zerstört werden konnten, noch größere Mengen jedoch bereits im Landesinneren in Sicherheit gebracht werden konnten und man daher noch tiefer nach Kambodscha hinein vorstoßen müsse. Nach 30 Tagen begannen die US-amerikanischen Truppen sich aus der Operation zurückzuziehen und den Vietnamesen und republikanischen Kambodschanern die Kontrolle zu übergeben. Der republikanische General Sak Sutsakhan sagte später, dass dies eine Lücke in der alliierten Befehlsstruktur und den Armeekräften hinterlassen habe, welche von keiner der beiden verbliebenen Armeen jemals hätte geschlossen werden können.
Bereits an dem Tag an dem die Kambodscha-Kampagne begonnen wurde, starteten die nordvietnamesischen Kräfte als Reaktion hierauf eine Offensive gegen die FANK-Kräfte, um ihre Basen im Landesinneren zu schützen und das von ihnen kontrollierte Gebiet auszubauen. Dies geschah, da man mit dem schnellen Verlust der grenznahen Nachschublager rechnete. Bis zum Juni hatten sie so das gesamte nordöstliche Drittel des Landes von der FANK erobert und übergaben dieses nach und nach an ihre kambodschanischen Verbündeten. Parallel dazu hatten die Roten Khmer, unabhängig von den Nordvietnamesen, im Süden und Südwesten des Landes kleinere Gebiete erobert.

### Operation Chenla II

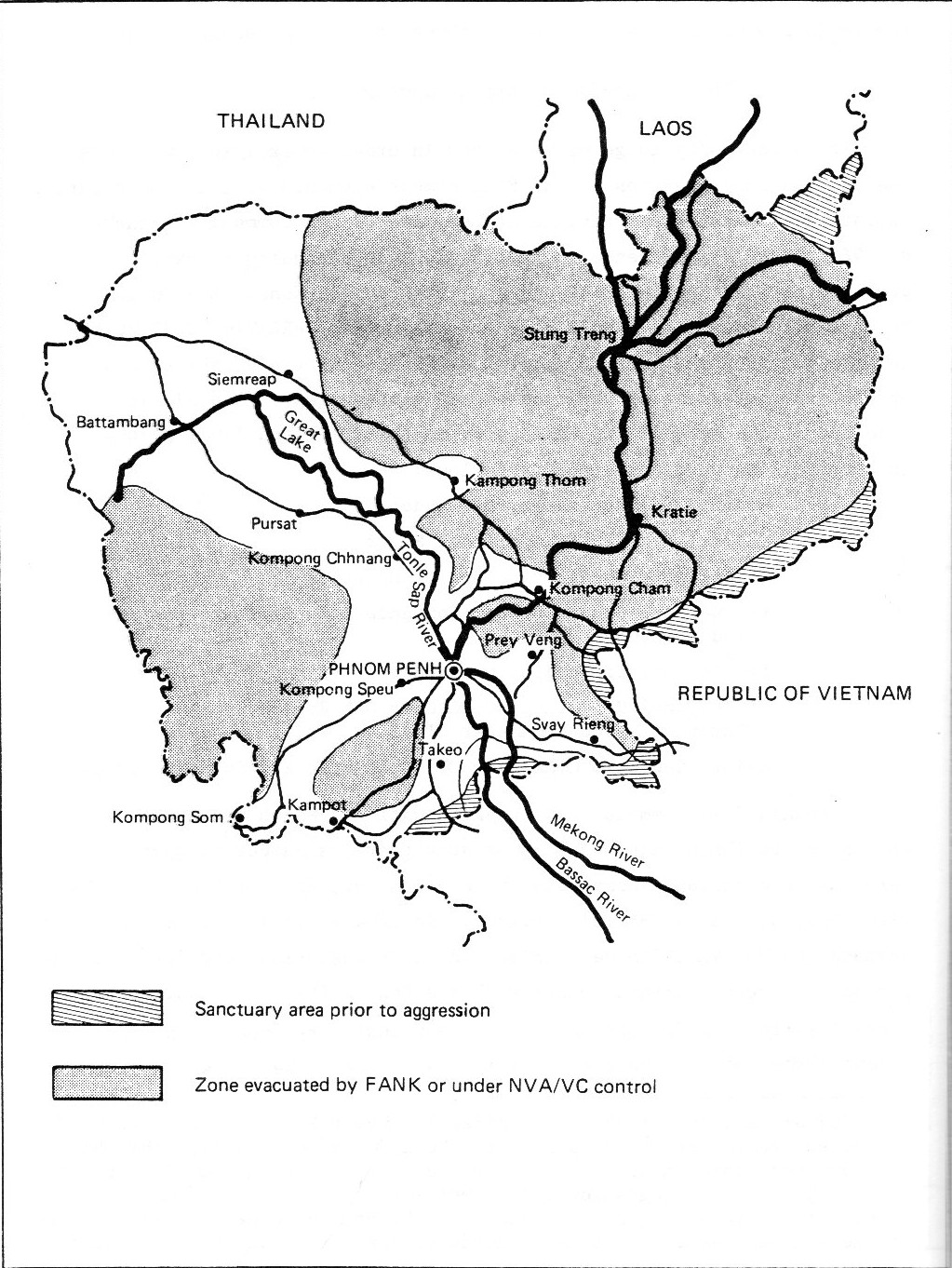
Frontverlauf im August 1970, republikanische Gebiete in hell, kommunistische in dunkel

In der Nacht des 21. Januar 1971 überfielen vietnamesische Truppen den Flughafen von Pochentong, auf welchem ein Großteil der Luftstreitkräfte der FANK stationiert war. Bei diesem Überfall wurde die Mehrzahl der Flugzeuge zerstört. Da es sich hierbei jedoch überwiegend um veraltete Maschinen sowjetischer und amerikanischer Bauart handelte und diese infolge des Überfalls zügig durch modernere amerikanische Maschinen ersetzt wurden, kann dieser Vorfall als Glück im Unglück betrachtet werden. Er verzögerte jedoch eine geplante Offensive der FANK um mehrere Monate und Lon Nol erlitt zwei Wochen später einen Schlaganfall. Er wurde zur Behandlung nach Hawaii ausgeflogen und konnte zwei Monate später nach Kambodscha zurückkehren.
Es dauerte bis zum 20. August, bevor die FANK-Operation Chenla II, ihre erste größere Offensive im Krieg, starten konnte. Ziel war es, eine sichere Verbindung nach Kompong Thom freizukämpfen und von feindlichen Kräften zu säubern. Die zweitgrößte Stadt unter republikanischer Kontrolle war bereits seit über einem Jahr von feindlichen Kräften umschlossen und konnte nur über Luft erreicht werden. Die Operation konnte ihr Ziel schnell erreichen und die feindlichen Kräfte zurückschlagen, eine Gegenoffensive der Nordvietnamesen und Roten Khmer im November und Dezember konnte das verlorene Gebiet jedoch zurückerobern und dabei einen Großteil der FANK-Truppen vernichten und große Mengen an Material und Nachschub zerstören. Als Folge dieses Misserfolgs ging die Offensive im Krieg endgültig in die Hände der kommunistischen Kräfte über.

## Niedergang der Khmer-Republik (1972–1975)

### Kampf ums Überleben
Zwischen 1972 und 1974 waren die Kräfte der FANK hauptsächlich damit beschäftigt, das unter ihrer Kontrolle befindliche Territorium zu halten. Kleinere Operationen wurden nur durchgeführt, um die Reisanbaugebiete im Nordwesten und entlang des Mekong sowie die Überlandstraße in die Republik Vietnam zu verteidigen und sich Freiraum zu schaffen. Die Taktik der Roten Khmer war es, diese Versorgungslinien immer mehr einzuengen und somit Phnom Penh immer weiter einzuschließen. Der Erfolg dieser Taktik sorgte dafür, dass die FANK-Truppen immer mehr zerstreut und isoliert wurden und gemeinsame Operationen kaum noch möglich waren.
Die amerikanische Unterstützung für die republikanischen Kräfte bestand hauptsächlich aus massiver Luftunterstützung durch Bomber und Erdkampfflugzeuge. So hatte schon die Kambodscha-Kampagne unter einem massiven Schirm aus Bombern stattgefunden. Diese Luftangriffe wurden auch nach dem Ende der Kampagne als Operation Freedom Deal fortgeführt um die kommunistischen Verbindungslinien und Nachschublager zu stören. Diese Operation war jedoch nur zur Unterstützung der Kambodscha-Kampagne bewilligt gewesen, weshalb die fortwährende Unterstützung der FANK-Truppen vor dem amerikanischen Kongress und der Öffentlichkeit geheim gehalten wurde. Ein Offizier der Unterstützungsmission in Phnom Penh sagte nach dem Krieg, dass bis 1973, als die Operation Freedom Deal eingestellt wurde, das Tal des Mekong dermaßen mit Bombenkratern übersät gewesen sei, das es der Oberfläche des Mondes ähnelte.

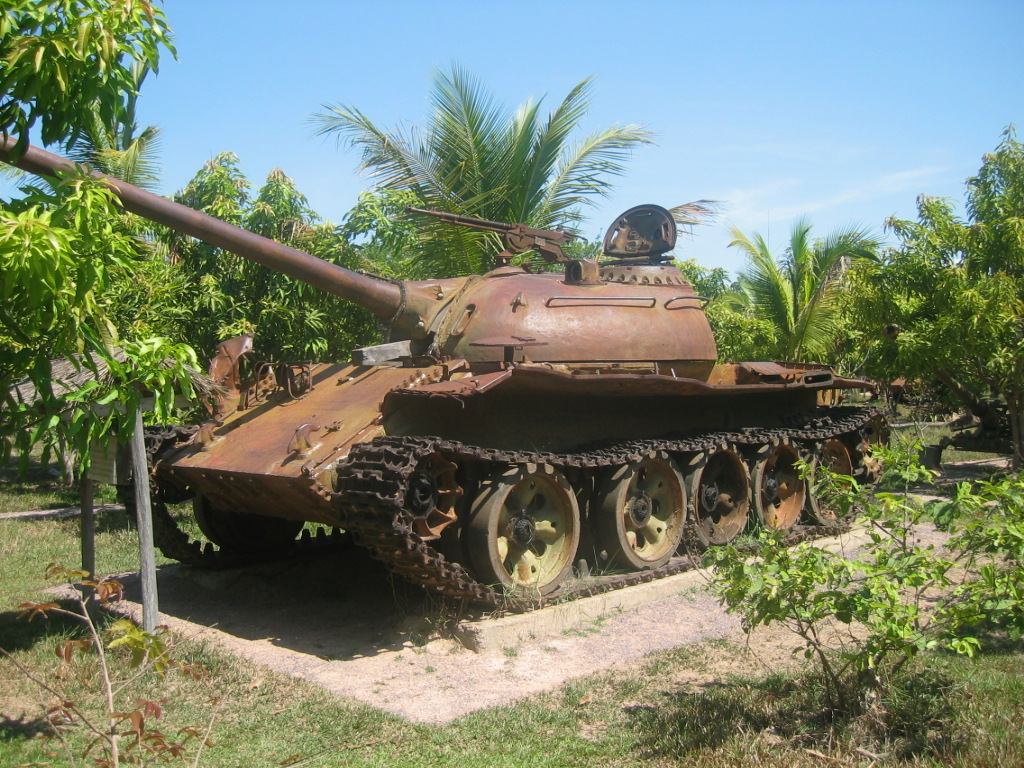
Ein in der Sowjetunion gebauter T-54 als Kriegsdenkmal in Kambodscha

Am 10. März 1972, kurz bevor die Verfassunggebende Versammlung die neue Verfassung beschließen konnte, verkündete Lon Nol die Auflösung dieser und zwang Cheng Heng, seit dem Sturz Sihanouks Staatsoberhaupt, ihm sein Amt zu übertragen. Am zweiten Jahrestag des Putsches verkündete Lon Nol sein neues Amt, hielt aber zeitgleich das Amt des Premierministers und des Verteidigungsministers inne.
Am 4. Juni ließ er sich in einer offenkundig gefälschten Wahl zum ersten Präsidenten der Khmer-Republik wählen. Durch die am 30. April ratifizierte, von Lon Nol noch veränderte Verfassung wurden die seit der Ausrufung der Republik gegründeten Parteien weitgehend entmachtet und faktisch bedeutungslos.
Im Januar 1973 kam auf republikanischer Seite nochmals die Hoffnung auf ein baldiges Kriegsende auf, als das Pariser Friedensabkommen den Krieg in Südvietnam und Laos beendete. Infolgedessen verkündete Lon Nol am 29. Januar einseitig einen Waffenstillstand für das ganze Land. Sämtliche amerikanischen Luftoperationen über Kambodscha wurden gestoppt, um die Möglichkeit eines Friedens nicht zu zerstören. Die Roten Khmer ignorierten dieses Friedensangebot jedoch und setzten zu neuen offensiven Operationen an. Bis März hatten Verluste, Desertationen und niedrige Freiwilligenzahlen die Mannstärke der FANK so weit sinken lassen, dass Lon Nol die Wehrpflicht einführte. Im April konnten jedoch erstmals kommunistische Truppen bis in die Vororte Phnom Penhs vordringen. Mehrere amerikanische Luftangriffe konnten sie jedoch zum Rückzug zwingen und fügten ihnen bei ihrem Rückzug auf das Land schwere Verluste zu.
Als die Operation Freedom Deal am 15. August 1973 schließlich gestoppt wurde, waren in ihrem Verlauf insgesamt 250.000 Tonnen an Bomben auf Kambodscha abgeworfen worden, 82.000 davon allein in den letzten 45 Tagen. Seit dem Start von Operation MENU waren insgesamt 539.129 Tonnen Bomben auf das Land abgeworfen worden.

### Kommunistischer Wandel
Bis etwa zur Jahreswende von 1972 auf 1973 galt der Konflikt sowohl in Kambodscha selbst als auch im Ausland als einer zwischen fremden Mächten, in welchem die Natur der Einwohner des Landes sich nicht geändert hatte. Im Verlauf des Jahres 1973 gelangten viele Kambodschaner jedoch zu dem Eindruck, dass die Roten Khmer sich immer mehr fanatisierten, da sie jedes Friedensangebot sofort ausschlugen und sich nicht im Geringsten um ihre eigenen Verluste oder zivile Opfer der Kämpfe sorgten.
Gerüchte über die brutalen Richtlinien und Ziele der Kommunisten drangen bald bis nach Phnom Penh vor und ließen viele Leute erahnen, was nach deren Sieg geschehen würde. Es gab Geschichten von der Verschickung ganzer Dörfer und der Hinrichtung aller, die nicht gehorchten oder auch nur Fragen stellten. Man erzählte sich vom Verbot religiöser Praktiken und der Ermordung von Mönchen und Priestern. Das Aufkommen solcher Geschichten fiel zeitlich mit dem Rückzug der nordvietnamesischen Truppen aus Kambodscha zusammen, welche die Roten Khmer anscheinend bisher von der Umsetzung ihrer politischen und gesellschaftlichen Ziele abgehalten hatten.
Die Führungsspitze der Roten Khmer war der breiten Öffentlichkeit nahezu unbekannt. Sie wurde auch von ihren Anhängern nur als peap prey („Waldarmee“) bezeichnet. Dass die Kommunistische Partei ein Teil der GRUNK war, war lange unbekannt. Mit der Zeit konnten sie in dieser jedoch zunehmend die Kontrolle übernehmen. Bereits vorher hatten sie eigene „befreite Gebiete“ geschaffen. In diesen war sie meist nur als Angka („die Organisation“) bekannt. Während des Jahres 1973 konnten die radikalsten Anhänger um Pol Pot und Son Sen die Führungsspitze der Roten Khmer übernehmen. Diese glaubten, dass Kambodscha eine totale soziale Revolution durchlaufen und alles Alte zerstört werden müsse.
Unter dieser Führung begannen die Roten Khmer mehr und mehr den Nordvietnamesen misstrauisch gegenüberzustehen, da sie diese verdächtigten, eine Indochinesische Föderation unter der Vorherrschaft Vietnams errichten zu wollen. Neben rassenideologischen Motiven spielte vor allem die enge Bindung der Roten Khmer an China eine Rolle, während die Nordvietnamesen sich eher der Sowjetunion zuwandten, welche beispielsweise immer noch die Regierung Lon Nols als die rechtmäßige anerkannte. Nach dem Pariser Friedensabkommen kappte die nordvietnamesische Regierung den Roten Khmer daher die Nachschublinien, in der Hoffnung, sie zu einem Waffenstillstand zwingen und ein chinatreues Regime an der Westflanke verhindern zu können. Dies führte dazu, dass im Verlauf des Jahres eine Säuberungswelle durch die Führungsebene der Roten Khmer lief und viele als hanoitreu geltende Kader hingerichtet wurden. Diese Hinrichtungen wurde von Pol Pot selbst angeordnet.
Nachdem die Kommunisten ihre direkte Zusammenarbeit mit der Fraktion von Prinz Sihanouk bereits früher eingestellt hatten, begannen sie nun zunehmend eine feindselige Haltung gegenüber diesem und seinen Anhängern einzunehmen und machten den Leuten in ihrem Einflussgebiet deutlich, dass eine Unterstützung des Prinzen ihre Liquidation bedeuten würde. Obwohl Sihanouk weiterhin den Schutz der Chinesen genoss, äußerten Ieng Sary und Khieu Samphan offen ihre Verachtung diesem gegenüber, als er auf Auslandsreisen für die Sache der GRUNK warb. Sihanouk war sich dieser Feindseligkeit durchaus bewusst und erzählte der italienischen Journalistin Oriana Fallaci im Juni: „Wenn sie [die Roten Khmer] mich ausgelutscht haben, werden sie mich ausspucken wie einen Kirschkern“.
Bis zum Ende des Jahres 1973 hatten die Kommunisten alle Anhänger des Prinzen aus den Führungsrängen der GRUNK entfernt und diese sowie viele seiner Anhänger in den Reihen der bewaffneten Kräfte exekutieren lassen. Kurz nach Weihnachten, als die Roten Khmer sich auf eine finale Offensive vorbereiteten, sagte Sihanouk einem französischen Diplomaten, dass seine Hoffnungen für einen moderaten Sozialismus in Kambodscha nach dem Vorbild Jugoslawiens nicht mehr erreichbar seien und wohl eher das stalinistische Albanien als Vorbild für die kommende Regierung anzusehen sei.

### Der Fall Phnom Penhs

Die finale Offensive gegen Phnom Penh im April 1975

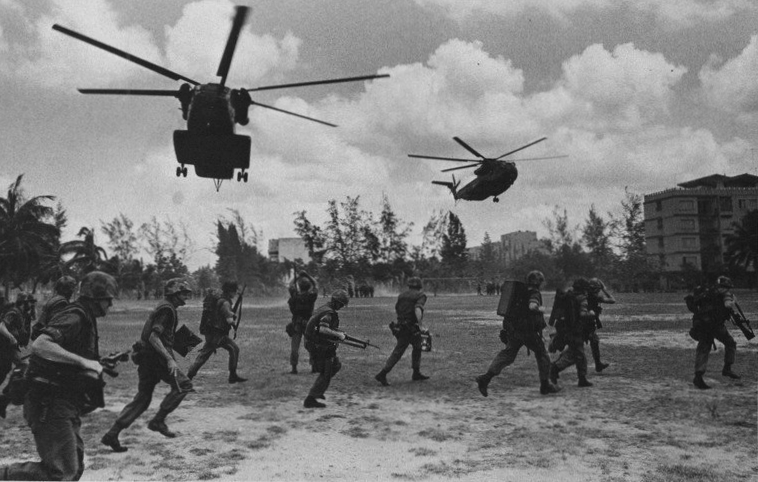
US-Marines während der Evakuierung der amerikanischen Botschaft, 12. April 1975

Als die Roten Khmer am 1. Januar 1975 ihre Offensive zur Eroberung der belagerten kambodschanischen Hauptstadt starteten, befanden sich die Reste der Republik bereits im Zusammenbruch. Die Wirtschaft lag am Boden und Nachschubtransporte konnten nur noch über Wasser und durch die Luft einigermaßen sicher erfolgen. Die zur Verfügung stehende Reisernte war auf ein Viertel des Vorkriegswertes gesunken und Süßwasserfische, welche normalerweise eine Haupteiweißquelle der Bevölkerung darstellten, waren fast nicht mehr erhältlich. Die Lebensmittelpreise waren inzwischen auf das 20fache des Vorkriegswertes gestiegen und die Arbeitslosenzahlen wurden nicht einmal mehr erfasst.
Phnom Penh, welches vor dem Krieg eine Bevölkerung von 600.000 Personen hatte, war durch den ständigen Flüchtlingszustrom inzwischen auf über zwei Millionen Einwohner angewachsen. Die ohnehin schon schlechte Versorgungslage wurde im Februar noch verschärft, als die Roten Khmer die Ufer des Mekong beiderseits der Stadt erobern und so den Nachschub noch weiter reduzieren konnten. Die Amerikaner richteten eine Luftbrücke ein, um die Stadt zu versorgen, was sich jedoch als extrem riskant herausstellte, da die Kommunisten bald auch in Schussreichweite der Flugplätze der Stadt kamen und sie unter fast permanenten Beschuss nahmen.
Die Kämpfe wurden mit äußerster Härte geführt, da die Soldaten der FANK aufgrund der vielen Gerüchte über die Grausamkeiten der Roten Khmer im Falle einer Gefangennahme das Schlimmste erwarteten und bis zum Ende kämpften. In der letzten Märzwoche waren rund um Phnom Penh etwa 40.000 kommunistische Kämpfer in Stellung gegangen, welchen nur noch etwa halb so viele, schlecht ausgerüstete und halb verhungerte republikanische Soldaten gegenüberstanden.
In dieser Lage trat Lon Nol von allen seinen Ämtern zurück und verließ das Land am 1. April. Er hoffte, dass noch ein Kompromissfrieden gefunden werden könnte, wenn er außer Landes sei und keine Macht mehr habe. Saukam Khoy übernahm von ihm das Amt des Präsidenten der Republik. Letzte Versuche der USA, unter Einbindung von Prinz Sihanouk noch ein Friedensabkommen durchzusetzen, scheiterten. Als zusätzlich im US-Kongress in einer Abstimmung eine Wiederaufnahme der Luftunterstützung für die Republik abgelehnt wurde, brach die Moral in der belagerten Stadt vollends zusammen.

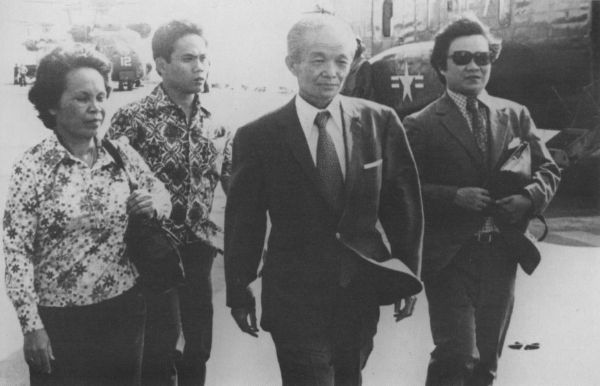
Saukam Khoy, der Nachfolger Lon Nols als Präsident der Khmer-Republik, kommt auf der Okinawa an, auf welche er geflüchtet war, 12. April 1975

Am 12. April begannen die USA, ohne die Regierung der Republik zu verständigen, ihre Botschaft in der Operation Eagle Pull mit Hubschraubern zu evakuieren. Unter den insgesamt 276 Evakuierten waren neben den amerikanischen Botschaftsangehörigen viele Angehörige der kambodschanischen Regierung mit ihren Familien, welche sich in die Botschaft geflüchtet hatten, als sie von der Evakuierung erfuhren, darunter auch Präsident Saukam Khoy. Insgesamt wurden 82 Amerikaner, 159 Kambodschaner und 35 Angehörige aus Drittländern ausgeflogen. Obwohl der amerikanische Botschafter ihnen eine Evakuierung angeboten hatte, beschlossen Prinz Sisowath Sirik Matak, Long Boret, Lon Non (ein Bruder Lon Nols) und viele weitere Angehörige der ehemaligen Regierung Lon Nols, Kambodscha nicht zu verlassen. Sie waren entschlossen, das Schicksal ihres Volkes zu teilen. Die meisten von ihnen kamen, obwohl die Roten Khmer versprochen hatten, ehemalige Angehörige der Regierung zu verschonen, in den folgenden Tagen unter teils ungeklärten Umständen ums Leben.
Nach der Flucht Saukam Khoys bildete sich ein siebenköpfiger Militärrat unter General Sak Sutsakhan, welcher die Regierungsgewalt in der Republik wahrnahm. Bereits am 15. April brach jedoch die letzte befestigte Verteidigungsstellung um die Stadt herum zusammen und wurde überrannt. In den frühen Morgenstunden des 17. April beschloss der Militärrat, seinen Regierungssitz in die nordwestliche Provinz Oddar Meanchey zu verlegen. Um zehn Uhr morgens verkündete General Mey Si Chan über Radio, dass alle Truppen der FANK die Kämpfe einstellen sollten, da Verhandlungen über die Kapitulation Phnom Penhs geführt würden. Damit war der Kambodschanische Bürgerkrieg beendet und die Roten Khmer riefen das Demokratische Kampuchea aus. Fast augenblicklich begannen sie, alle Einwohner zum Verlassen der Stadt zu zwingen, und trieben sie auf das Land, was später zum Völkermord der Roten Khmer führte.